# 渊太祚
渊太祚（？—616年？，연태조, Yeon Taejo）是高句丽平原王和荣留王时期的莫离支（对卢）。生活于高句丽西部，辽河流域。有人說淵氏源出東扶餘。

## 背景
渊太祚的父亲渊子游也是高句丽的莫离支（对卢），是高句丽历史上著名军事独裁者渊盖苏文和渊净土的父亲。在他的生涯里，他也继承了高句丽莫离支的职位和西部大人。

## 隋朝与高句丽的战争
随着高句丽成功地抵挡了隋朝的进攻，高句丽南北两方对于杨玄感叛乱态度不同，而产生较大分歧。北方是以渊太祚为代表的军事力量，而南方是支持荣留王高建武的大臣。而渊太祚想把莫离支（对卢）的位置传给自己的长子也遭到其他大人的反对，以至于到死也没有看到莫离支（对卢）的称号传给了渊盖苏文。

## 继承
渊太祚的莫离支的称号由乙支文德继承，并最终由长子渊盖苏文在其死后继承。东部大人这个头衔也被他的长子渊盖苏文继承。第27个高句丽大王荣留王晚年和他的大臣们想计划除掉一些高句丽内部颇有势力的将领，并准备第一个干掉对其王位最有威胁的渊盖苏文。不料荣留王的计划被渊盖苏文得知。荣留王和他的大臣们都被渊盖苏文杀死。荣留王的侄子高宝藏被立为高句丽王位，渊盖苏文摄政后带领高句丽走了最后一段辉煌的日子，直到高句丽668年灭亡于唐与新罗的联军。